# 烤麸

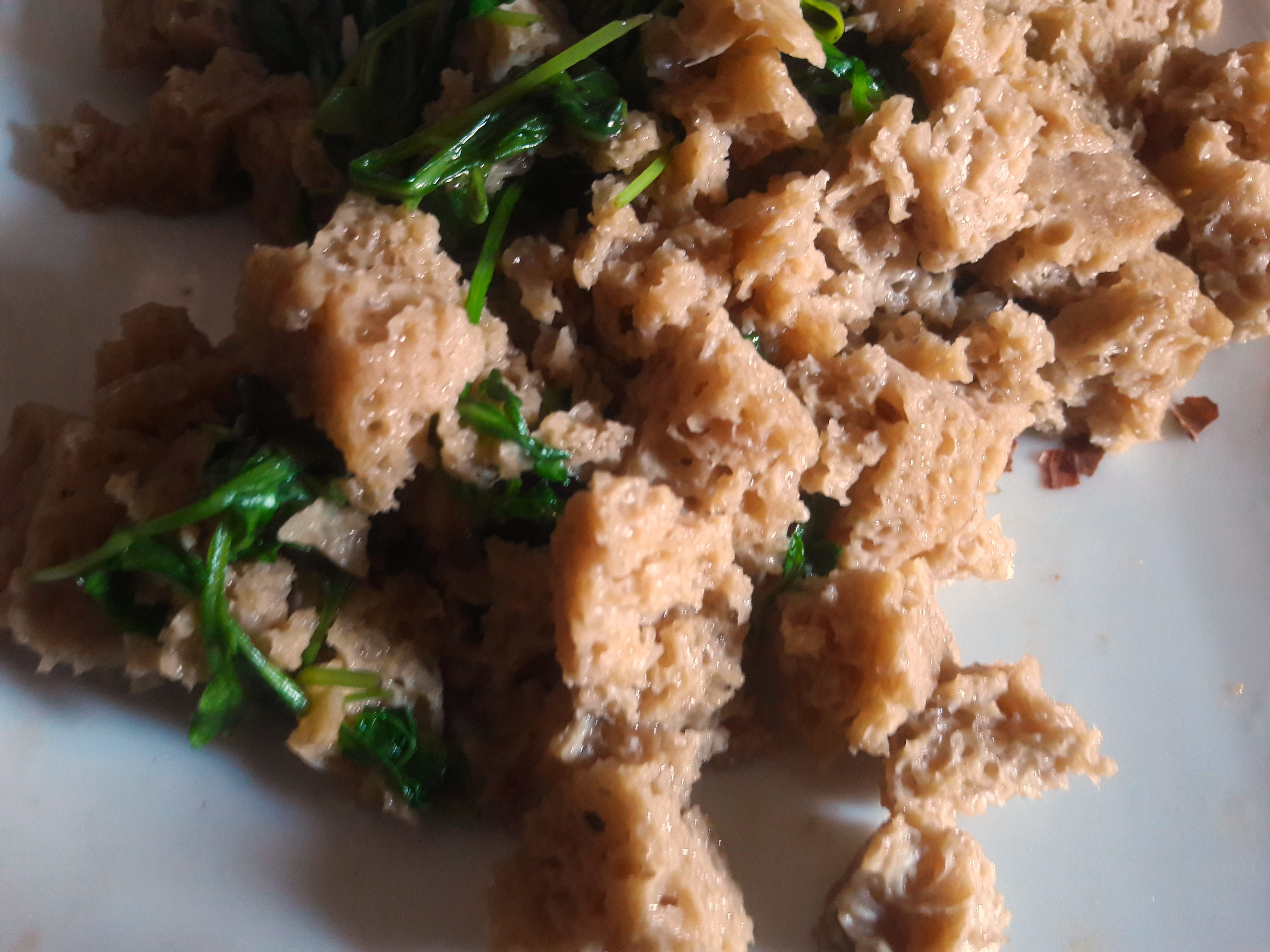
烤麩

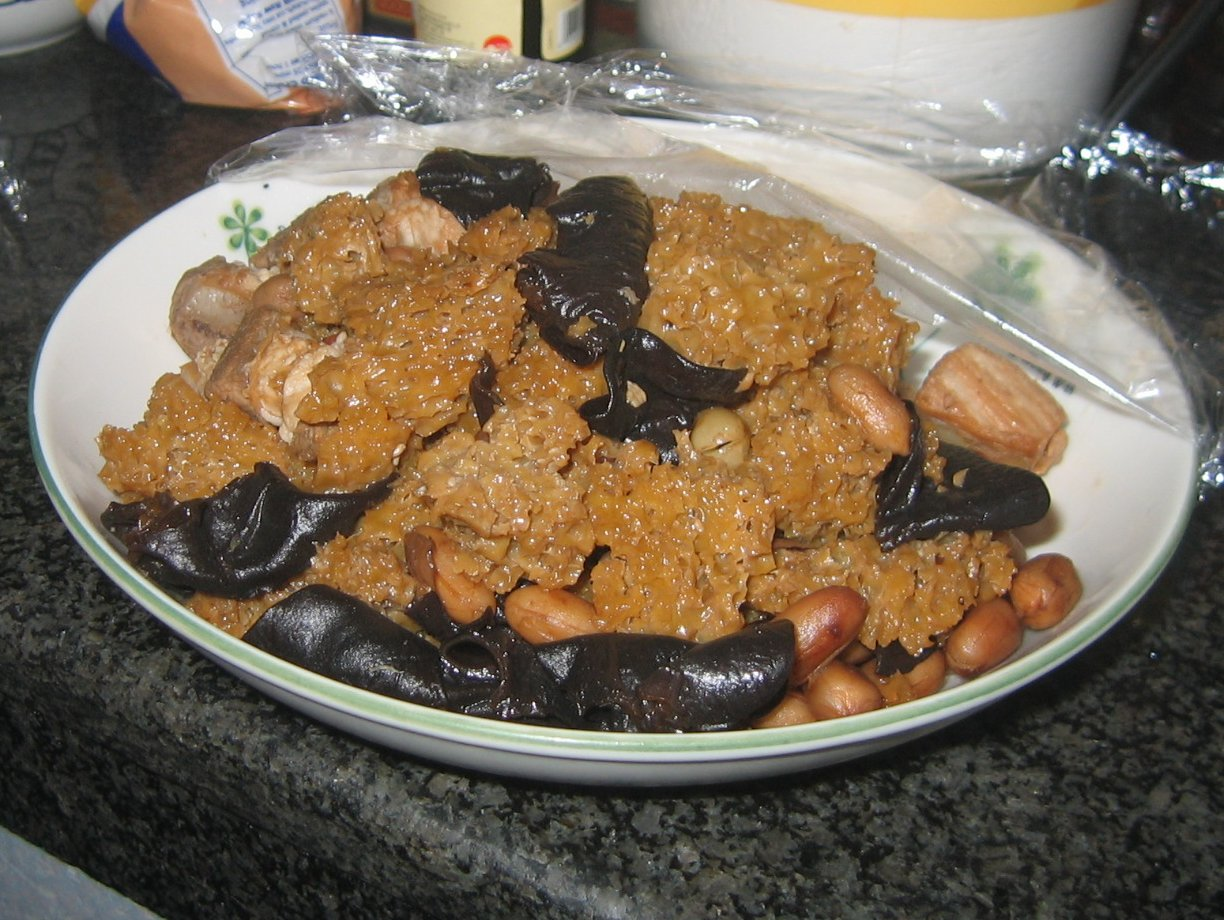
一道包括烤麩的菜色。

焅，常讹写作烤麸，是以生面筋为原料，经保温、发酵、高温蒸制而成，為常見的素食食材。呈褐黄色，多气孔有点像海绵，口感松软有弹性。
常见于江浙菜品中的烤麸做法是「四喜烤麸」（四喜一般是笋片、黄花、木耳、花生）和「蜜汁烤麸」。